# Adra (Estland)
Adra is een plaats in de Estlandse gemeente Harku, provincie Harjumaa. De plaats heeft de status van dorp (Estisch: küla).
Ten noorden van Adra ligt het beschermde natuurgebied Vääna hoiuala (4,4 km²).

## Bevolking
Het dorp had 112 inwoners op 31 december 2011 en 107 inwoners op 31 december 2021.

## Geschiedenis
Adra werd voor het eerst genoemd in 1844 onder de naam Addrakul, een dorp op het landgoed van Humala. In 1977 werden de buurdorpen Joa-Suurküla en Looküla bij Adra gevoegd.